# Torigni-sur-Vire
Torigni-sur-Vire era una comuna francesa situada en el departamento de Mancha, de la región de Normandía, que el 1 de enero de 2016 pasó a ser una comuna delegada de la comuna nueva de Torigny-les-Villes al fusionarse con las comunas de Brectouville, Giéville y Guilberville.

## Demografía
| Gráfica de evolución demográfica de Torigni-sur-Vire entre 1800 y 2014 |
|                                                                        |

Los datos demográficos contemplados en este gráfico de la comuna de Torigni-sur-Vire se han cogido de 1800 a 1999 de la página francesa EHESS/Cassini, y los demás datos de la página del INSEE.